# Royal Ascot

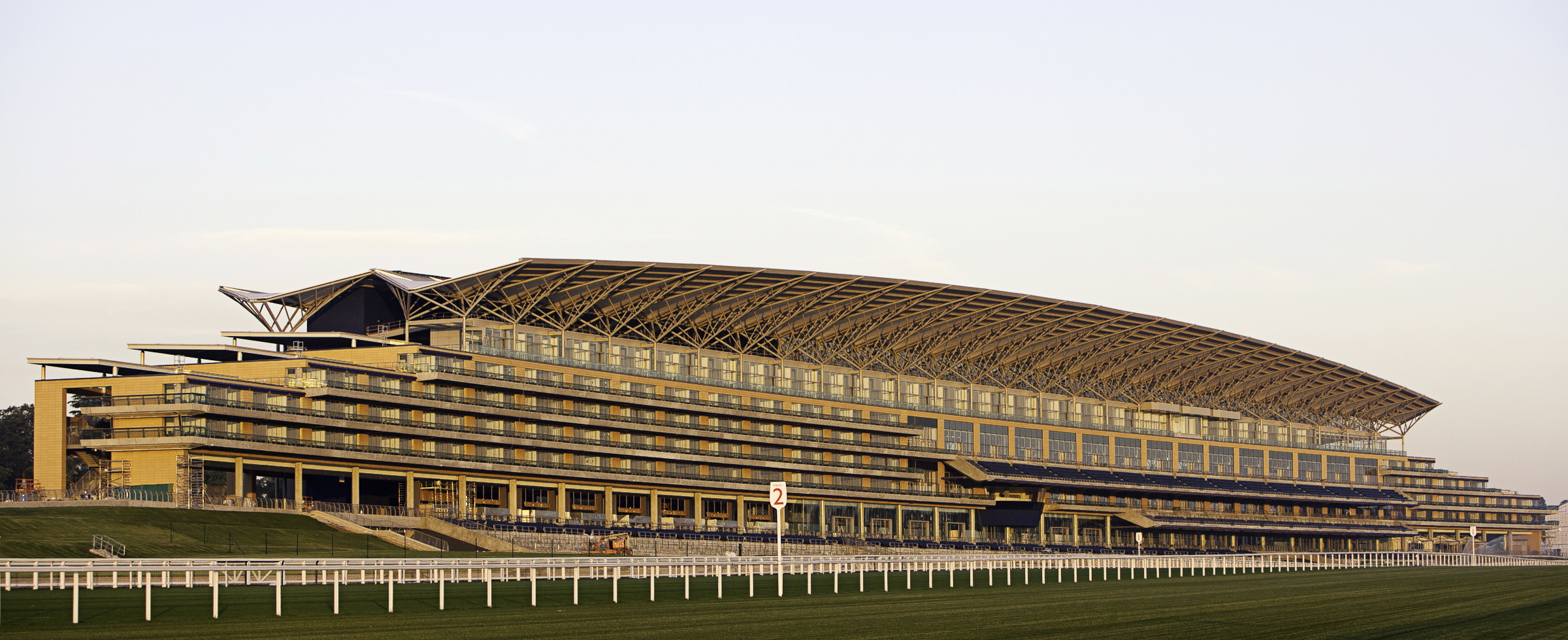
Haupttribüne der Rennbahn Ascot

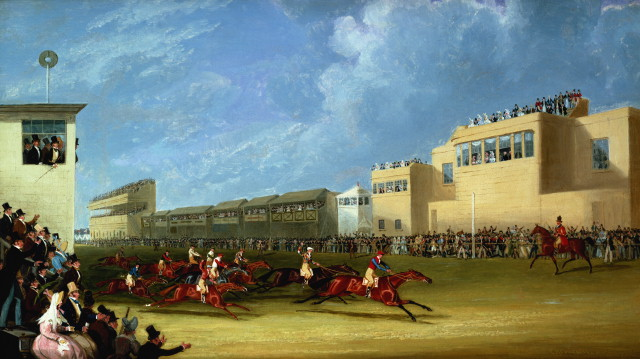
Der Ascot-Gold-Cup 1834, gemalt von James Pollard (1792–1867)

Die Royal-Ascot-Rennwoche, oder Royal Meeting, ist ein jährlich stattfindendes, fünftägiges Pferderennen auf der Rennbahn Ascot im britischen Ascot, Berkshire. Sie fand erstmals 1768 statt und steht bis heute unter der Schirmherrschaft des Königshauses. Die Rennwoche wird alljährlich Mitte Juni, etwa 20 Tage nach dem Epsom Derby durchgeführt.
2005 konnte die Rennwoche wegen Umbau der Tribünen nicht in Ascot stattfinden und musste nach York ausgelagert werden. Zum Royal Ascot 2006 wurde der Rennplatz mit neuer Tribüne dann von Königin Elisabeth II. wiedereröffnet.
2023 werden über das gesamte Meeting hinweg alleine 9,52 Millionen Pfund an Preisgeldern verteilt. An den insgesamt 5 Tagen der Rennwoche besuchen im Schnitt 300.000 Besucher die Rennen. Davon alleine 70.000 am Donnerstag zum Gold Cup
Das Royal Meeting wird von einem strengen aber traditionellen Dresscode begleitet. Welche Kleidervorschriften Herren dabei befolgen müssen, hängt von dem Zuschauerbereich ab, von dem aus man das Rennen beobachten will. In der Royal Enclosure wird von Gentlemen im Allgemeinen strikt erwartet, dass sie im englischen „Morning Dress“ erscheinen. Das bedeutet Cutaway und Zylinderhut in Schwarz oder Grau. Selbst für das Ablegen des Hutes gibt es genaue Regeln – dies ist nur in bestimmten Bereichen erlaubt. In anderen Bereichen der Rennbahn, wie beispielsweise der Queen Anne Enclosure, erwartet man lediglich, dass die Herren einen Anzug mit Krawatte tragen. Damen werden gebeten bei ihren Kleidern darauf zu achten Knie und Schultern zu bedecken und eine verpflichtende Kopfbedeckungen in Form eines Hutes zu tragen.

## Gold Cup

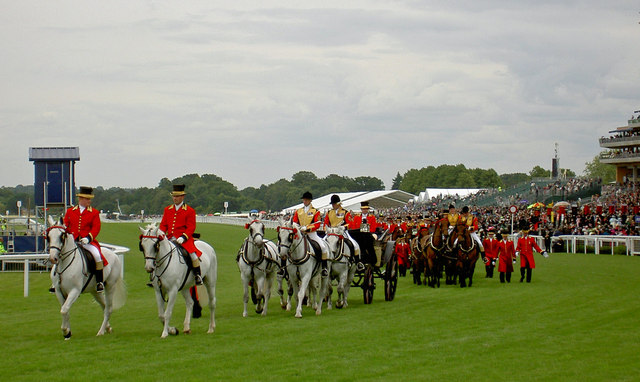
Einzug der Royal Family unter Queen Elisabeth II. zum Start des Royal Ascot-Meetings

Der dritte Renntag der Rennwoche gilt als wichtigster Tag der Veranstaltung. An diesem Tag findet der Ascot Gold Cup statt, der traditionell seit 1807 ausgetragen wird. Der Gold Cup führt über eine Distanz von 4.022 m (20 Furlong) und gilt in England als das bedeutendste Galopprennen für Steher. Der Gold Cup-Renntag ist auch als Ladies’ Day (Damentag) bekannt, an dem die weiblichen Besucher besonders extravagante Hüte tragen. Nicht zuletzt deswegen ist das Royal Ascot neben seinem hochklassigen sportlichen Charakter vor allem auch als gesellschaftliches Ereignis von Bedeutung. Während des Royal Ascot wird jeder Renntag durch den Einzug der Königlichen Familie eröffnet, die im offenen Landauer von dem nahe gelegenen Windsor Castle anfährt.
Im Jahr 2013 gelang es Königin Elisabeth II., mit der in ihrem Besitz stehenden Stute Estimate erstmals in der Geschichte der Königsfamilie den Gold Cup zu gewinnen.

## Rennen
Folgende Rennen wurden während der Royal Ascot-Rennwoche ausgetragen:
| Monat | Tag        | Rennen                                                 | Klasse       | Distanz | Alter/Geschlecht               |
| ----- | ---------- | ------------------------------------------------------ | ------------ | ------- | ------------------------------ |
| Juni  | Dienstag   | Queen Anne Stakes                                      | Gruppe 1     | 1609 m  | 4-jährig und älter             |
| Juni  | Dienstag   | Coventry Stakes                                        | Gruppe 2     | 1207 m  | 2-jährig                       |
| Juni  | Dienstag   | King's Stand Stakes                                    | Gruppe 1     | 1006 m  | 3-jährig und älter             |
| Juni  | Dienstag   | St James's Palace Stakes                               | Gruppe 1     | 1609 m  | 3-jährig, nur Hengste          |
| Juni  | Dienstag   | Ascot Stakes                                           | Handicap     | 4023 m  | 4-jährig und älter             |
| Juni  | Dienstag   | Windsor Castle Stakes                                  | Listenrennen | 1006 m  | 2-jährig                       |
| Juni  | Mittwoch   | Jersey Stakes                                          | Gruppe 3     | 1408 m  | 3-jährig                       |
| Juni  | Mittwoch   | Queen Mary Stakes                                      | Gruppe 2     | 1006 m  | 2-jährig, nur Stuten           |
| Juni  | Mittwoch   | Duke of Cambridge Stakes                               | Gruppe 2     | 1609 m  | 4-jährig und älter, nur Stuten |
| Juni  | Mittwoch   | Prince of Wales's Stakes                               | Gruppe 1     | 2012 m  | 4-jährig und älter             |
| Juni  | Mittwoch   | Royal Hunt Cup                                         | Handicap     | 1609 m  | 3-jährig und älter             |
| Juni  | Mittwoch   | Sandringham Stakes                                     | Handicap     | 1609 m  | 3-jährig, nur Stuten           |
| Juni  | Donnerstag | Norfolk Stakes                                         | Gruppe 2     | 1006 m  | 2-jährig                       |
| Juni  | Donnerstag | Hampton Court Stakes                                   | Gruppe 3     | 2012 m  | 3-jährig                       |
| Juni  | Donnerstag | Ribblesdale Stakes                                     | Gruppe 2     | 2414 m  | 3-jährig, nur Stuten           |
| Juni  | Donnerstag | Gold Cup                                               | Gruppe 1     | 4023 m  | 4-jährig und älter             |
| Juni  | Donnerstag | Britannia Stakes                                       | Handicap     | 1609 m  | 3-jährig, Hengste und Wallache |
| Juni  | Donnerstag | King George V Stakes                                   | Handicap     | 2414 m  | 3-jährig                       |
| Juni  | Freitag    | Albany Stakes                                          | Gruppe 3     | 1207 m  | 2-jährige Stuten               |
| Juni  | Freitag    | King Edward VII Stakes                                 | Gruppe 2     | 2414 m  | 3-jährige Hengste und Wallache |
| Juni  | Freitag    | Commonwealth Cup                                       | Gruppe 1     | 1207 m  | 3-jährig                       |
| Juni  | Freitag    | Coronation Stakes                                      | Gruppe 1     | 1609 m  | 3-jährige Stuten               |
| Juni  | Freitag    | Duke of Edinburgh Stakes                               | Handicap     | 2414 m  | 3-jährig und älter             |
| Juni  | Freitag    | Queen’s Vase                                           | Gruppe 2     | 2816 m  | 3-jährig                       |
| Juni  | Samstag    | Chesham Stakes                                         | Listenrennen | 1408 m  | 2-jährig                       |
| Juni  | Samstag    | Wolferton Stakes                                       | Handicap     | 2012 m  | 4-jährig und älter             |
| Juni  | Samstag    | Hardwicke Stakes                                       | Gruppe 2     | 2414 m  | 4-jährig und älter             |
| Juni  | Samstag    | Diamond Jubilee Stakes (ehemals Golden Jubilee Stakes) | Gruppe 1     | 1207 m  | 4-jährig und älter             |
| Juni  | Samstag    | Wokingham Stakes                                       | Handicap     | 1207 m  | 3-jährig und älter             |
| Juni  | Samstag    | Queen Alexandra Stakes                                 | Conditions   | 4370 m  | 4-jährig und älter             |

Im Jahr 2007 gewann Manduro die Prince of Wales Stakes und damit als erstes Pferd aus deutscher Zucht und deutschem Besitz ein Rennen während des Royal-Ascot-Meetings.

## Trivia
- Der Verbrauch von Luxusgütern beim Royal Ascot 2003: 150.000 Flaschen Champagner, 100.000 Flaschen Wein, 14.000 Flaschen Pimm’s, 6,7 Tonnen Lachs und 5 Tonnen Erdbeeren.[4]
- Ein enger Freund des Prinzregenten, Beau Brummell, entwickelte um das Jahr 1800 den bis heute nur leicht veränderten Dresscode für Ascot: Männer tragen einen (möglichst „ascot-grauen“) „morning dress“ (bestehend aus Cutaway und Zylinder), Damen entsprechende „respektable“ Kleidung – wobei sich die Damenmode in jüngster Vergangenheit zunehmend freizügiger entwickelte – und einen Hut oder Fascinator.
- Lange Zeit hatten offiziell geschiedene Personen der Gesellschaft keine Zugangsberechtigung zur Royal Enclosure. In diesen abgeschlossenen Besucherbereich der Rennbahn haben nur geladene Personen nach vorheriger Bewerbung unter Benennung von bereits zutrittsberechtigten Bürgen Zutritt. Diese Konvention besteht allerdings seit einigen Jahren – nicht zuletzt wegen der Ehescheidungen innerhalb der königlichen Familie – nicht mehr.
- In dem berühmten Musical My Fair Lady spielt das Pferderennen in Ascot eine Rolle. Ein Musikstück darin trägt den Titel Ascot Gavotte.